# Junkgowa Corona
La Junkgowa Corona è una struttura geologica della superficie di Venere.